# 佐武さんはひとりじゃナインだってこと噛みしめたいです。
『佐武さんはひとりじゃナインだってこと噛みしめたいです。』(さたけさんはひとりじゃナインだってことかみしめたいです。)は、ニコニコ動画で放送されているWeb番組。

## 概要
- コンセプトは「みなさんとたくさんコミュニケーションがとりたい」･「9nineのことをもっともっと知ってもらいたい」。
- 主にフリートークだが、鶴を折ることで終わった回もあった。

## パーソナリティー
- 佐武宇綺(9nine)